# Eupithecia soricella
Eupithecia soricella är en fjärilsart som beskrevs av D.Lucas 1938. Eupithecia soricella ingår i släktet Eupithecia och familjen mätare. Inga underarter finns listade i Catalogue of Life.